# Harsiesi

Horus

Harsiesi era la versione greca della divinità egizia Hor sa Iset ossia "Horo figlio di Iside", rappresentato trionfante e come forma sincretica di Horo giovane per cui inizialmente aveva il soprannone di "Il giovane".
La divinità era originaria di Khemmis, vicino a Buto nel delta del Nilo e pur non essendo mai nominata nei "Testi delle Piramidi" era molto simile nelle caratteristiche ad Haroeris ma sarà da questi superato, nella popolarità del culto, mantenendo comunque gli elementi fondamentali e originari della divinità Horo dell'antica triade Osiride-Iside-Horo.
Un'altra forma sincretica di Harsiesi era Horo-Shed ossia "Horo salvatore", fanciullo che rappresenta l'infanzia e che fu identificato con Harsiesi ed Arpocrate solo durante la XVIII dinastia.
Nella mitologia simboleggiava il sole del mattino ed era spesso rappresentato nella cerimonia di apertura della bocca.
Numerose immagini di Harsiesi si trovano nel tempio di Esna ove è raffigurato insieme al dio Thot mentre purificano il sovrano con l'acqua del sacro fiume Nilo oppure mentre ricevono le offerte dal defunto.
Lo troviamo raffigurato anche nella tomba di Nefertari dove la regina è condotta dal dio davanti a Ra-Harakhti ed Imentet entrambi assisi.